# Zarinszki járás
A Zarinszki járás (oroszul Заринский район) Oroszország egyik járása az Altaji határterületen. Székhelye Zarinszk.

A Zarinszki járás az Altaji határterületen

## Népesség
- 1989-ben 22 380 lakosa volt.
- 2002-ben 22 026 lakosa volt, melyből 20 623 orosz, 564 német, 248 ukrán, 150 mordvin, 81 tatár, 40 fehérorosz, 34 észt, 25 altaj stb.
- 2010-ben 20 136 lakosa volt.